# プリンセス・フロム・イースト'01
『プリンセス・フロム・イースト'01』は、2001年の3月から8月にかけてロックレコードからリリースされたCDアルバムのシリーズ。

## 解説
「今アジアで最も注目されている女性アーティストを紹介する」のコンセプトで、2001年当時ロックレコードと契約していた6人の女性アーティストの代表曲を月に1枚のペースでリリースしたC-POPのシリーズである。6人とも初の日本版CDアルバムのリリースとなった。
各アルバムはCD EXTRA仕様となっており、10曲の歌の他にPCで再生すると見られるプロモーションビデオが収録されている。
一連のアルバムに付いている応募用紙と応募券3枚（当然、集めるためには3つ以上アルバムを購入する必要がある）、そして送料・手数料分の郵便切手を同封してロックレコードに送ると、コンピレーション盤が貰える特典があった。
リリース順および日付は以下の通り。（発売年はすべて2001年）
1. 楊乃文（中国語版、英語版）（フェイス・ヤン） - 3月17日
2. 劉若英（レネ・リウ） - 4月21日
3. 劉沁（リウ・チン） - 5月19日
4. 陳綺貞（チアー・チェン） - 6月21日
5. 梁静茹（フィッシュ・リョン） - 7月20日
6. 李心潔（アンジェリカ・リー） - 8月18日

## 収録曲
各アルバムの11曲目（BONUS TRACK）に挙げたものは、いずれもCD EXTRAのPV映像である。

### 楊乃文（フェイス・ヤン）
1. Silence
2. 靜止（Still）
3. Monster
4. 我給的愛（あたしがあげた愛）
5. Fear
6. 星星堆滿天（満天の星空）
7. Let it rain
8. Somebody
9. 不要説出去（そっとしておいて）
10. 一個人（ひとり）
11. 靜止 PV（BONUS TRACK）

### 劉若英（レネ・リウ）
1. 很愛很愛你（あなたが大好き）
※Kiroro「長い間」のカヴァー
2. 後來（それから）
※Kiroro「未来へ」のカヴァー
3. 成全（尽くすこと）
4. 對面男生的房間（向かいの彼の部屋）
5. 到處亂走（気の向くままに）
6. 年華（年月）
7. Flying
8. 好久好久（ずっとずっと）
9. 為愛痴狂（愛に狂う）
10. 我等你（あなたを待つわ）
11. 很愛很愛你 PV（BONUS TRACK）

### 劉沁（リウ・チン）
1. 亮點（光）
2. 距離
3. 影子（影）
4. 適應（順応）
5. 碎片（破片）
6. 你明明愛我（好きなのは分かっている）
7. 之間（間）
8. 寂寞似火（火のような寂しさ）
9. 沼澤（沼と沢）
10. 自然
11. 距離 PV（BONUS TRACK）

### 陳綺貞（チアー・チェン）
1. 下天三點（午後三時）
2. 還是會寂寞（消せない寂しさ）
3. 等待（待つこと）
4. 我的驕傲無可救藥（私の傲慢は治らない）
5. 會不會（後悔しない?）
6. 讓我想一想（考えさせて）
7. 和你在一起（あなたと一緒）
8. 靈感（霊感）
9. 告訴我（私に教えて）
10. 午餐的約會（お昼のデート）
11. 還是會寂寞 PV（BONUS TRACK）

### 梁静茹（フィッシュ・リョン）
1. 勇氣（勇気）
2. 最爛的理由（どうしようもない理由）
3. 愛你不是兩三天（ずっと好きだった）
4. 愛計較（愛の駆け引き）
5. 昨天（昨日）
6. 對不知我愛你（愛してごめんね）
7. 只能抱著你（抱き合っていたい）
※光良（マイケル・ウォン）とのデュエット
8. 一夜長大（一晩の成長）
9. 轉圏圏（くるくる回る）
10. 快樂整一天（一日中楽しむ）
11. 愛你不是兩三天 PV（BONUS TRACK）

### 李心潔（アンジェリカ・リー）
1. Happy Together
2. 裙擺搖搖（揺れるスカート）
3. 愛像大海（愛は海のように）
4. 戀（恋）
5. 我要黏著你（傍にいたい）
6. 童年
7. 想哭的時候我跳舞（泣きたいときは踊っちゃう）
8. 自由
9. 愛來愛去（何度も愛したけど）
10. Crying Like a Baby
11. 裙擺搖搖 PV（BONUS TRACK）